# Cordilheira Giaever
A cordilheira Giaever é uma cordilheira coberta de neve e ampla, com cerca de 130 km de comprimento na direção norte-sul, no lado oeste da Geleira Schytt na Terra da Rainha Maud, Antártida. Foi mapeada por cartógrafos noruegueses a partir de levantamentos e fotografias aéreas da Expedição Antártica Norueguesa-Britânica-Sueca (NBSAE) (1949–52), e recebeu o nome de John Schjelderup Giæver, líder da expedição.
 Este artigo incorpora material em domínio público  de United States Geological Survey   , documento "Cordilheira Giaever" (conteúdo do Geographic Names Information System).